# 傑森·塔圖姆
杰森·克里斯多福·塔圖姆（英語：Jayson Christopher Tatum，1998年3月3日—），出生于美国密苏里州东部城市圣路易斯，為現役美國職業籃球運動員，目前效力於NBA聯盟的波士頓塞爾提克。大學時期曾代表杜克大學藍魔鬼隊參加比賽。賽季結束後參加2017年NBA選秀，於首輪第三順位為波士頓塞爾提克選中，場上位置為小前鋒 。在2024-25季後賽因跟腱斷裂無法帶領塞爾提克贏取總冠軍。

## 高中生涯
塔圖姆高中就讀密蘇里州克雷夫科爾的查米納德大學預備學校。高一時他平均每場比賽得到13.3分和6.4個籃板，被評為2013年大都市天主教聯盟（MCC）年度最佳球員，帶領紅魔鬼隊獲得MCC和密蘇里第二區的冠軍。
高三時，塔圖姆平均每場比賽得到25.9分、11.7個籃板和3.4次助攻，同時獲得了奈史密斯盃全美第二隊的榮譽。2015年夏天，塔圖姆加入了聖路易斯老鷹隊的業餘體育聯盟（AAU），參加競爭激烈的耐克精英青年籃球聯賽（EYBL）巡迴賽。7月11日，塔圖姆在準決賽中得到28分和5個籃板，並以一記壓哨球決殺了CP3隊與未來的杜克大学隊友哈利·賈爾斯，以74-73晉級冠軍賽。7月12日，塔圖姆在冠軍賽中得到24分、7個籃板和4次火鍋，但老鷹隊以104-77輸給喬治亞州明星隊與未來在杜克大學one-and-done（就讀一年即投入選秀）的温德尔·卡特。在巡迴賽期間，塔圖姆以每場26.5分和9.5個籃板的成績成為EYBL的得分王。
在高四之前，塔圖姆口頭承諾加盟杜克大學，而非北卡羅來納大學、肯塔基大學或他父母的母校聖路易斯大學。高四這一年，塔圖姆在與本頓維爾高中及其明星馬利克·蒙克的比賽中得到40分和17個籃板，在癌症研究經典賽中對上亨廷頓預備學校和邁爾斯·布里吉斯得到46分，以及在HoopHall經典賽中對上德瑪法天主教高中和未來同屆NBA選秀狀元馬基爾·富斯得到40分。
作為2015-16球季的高四學生，塔圖姆平均得到29.6分和9.1個籃板，並有6場40分以上的比賽，帶領查米納德第二次獲得密蘇里5A級州冠軍。2016年1月，塔圖姆入選2016年麥當勞高中全明星賽。他在技巧挑戰賽中勝出，並在3月30日於芝加哥联合中心舉行的正賽中以18分成為東隊得分第一，同時搶下8個籃板。4月，塔圖姆參加了喬丹品牌經典賽，在以131-117戰勝西隊的比賽中得到18分。該年塔圖姆被選為2016年開特力全美年度最佳球員。
在全美高中球員招募中，塔圖姆被評為五星高中生，並被認為是2016級中具有最好前景的球員之一。在綜合排名中，他被排在第三名，僅次於哈利·賈爾斯和喬許·傑克森，同時也為2016級僅次於喬許·傑克森的第二名小前鋒。

## 大學生涯
在2016-17球季開始前，塔圖姆因腳傷缺席了8場比賽。2016年12月3日，在他的杜克大學首秀中，塔圖姆在以94-55戰勝缅因大学的比賽中得到10分。2016年12月6日，在Jimmy V經典賽中，塔圖姆得到22分8籃板，球隊以84-74戰勝佛罗里达大学。2016年12月12日，塔圖姆被評為ACC單周最佳新生。2016年12月21日，塔圖姆得到18分8籃板和4個火鍋，以72-61戰勝依隆大學。2017年1月4日，塔圖姆得到19分，以110-57戰勝佐治亚理工学院。1月7日，他在以93-82戰勝波士顿学院的比賽中得到22分6籃板。1月21日，在以70-58戰勝邁阿密大學的比賽中得到14分。2月13日，塔圖姆獲得了他的第二個ACC單周最佳新生榮譽。2月15日，他得到了球季最高的28分8籃板，球隊以65-55戰勝弗吉尼亚大学。2017年2月18日，塔圖姆得到19分，以99-94戰勝威克森林大学。作為ACC錦標賽的五號種子，杜克大學在第二輪擊敗了克莱门森大学，並在四分之一決賽中擊敗了路易斯維爾大學。3月10日，杜克大學在準決賽中戰勝對手北卡罗来纳大学，塔圖姆得到24分。3月11日，塔圖姆得到19分8籃板，球隊以75-69戰勝聖母大學，成為ACC錦標賽冠軍。塔圖姆平均每場比賽得到22.0分、7.5個籃板和1.5次抄截，並且被選入ACC最佳陣容。
作為進入NCAA錦標賽的2號種子，杜克大學在第一輪擊敗了特洛伊大学，但在第二輪輸給南卡羅來納大學並提前出局。塔圖姆在NCAA中平均每場得到16.5分、7.5個籃板。在2016-17年杜克大學的大一球季，塔圖姆打了29場比賽，平均每場得到16.8分、7.3個籃板、2.1次助攻和1.3次抄截，並入選了ACC新生最佳陣容和ACC最佳陣容第三隊。塔圖姆在杜克大學有一個成功的大一球季，在罰球命中數（118次）、籃板（7.3）和罰球命中率（0.849）方面排名第四。
在大一球季結束後，塔圖姆選擇直接參加2017年NBA選秀，他被預測將在首輪被選擇。

### 大學平均數據
| 賽季    | 球隊     | 出賽 | 先發 | 平均上場時間（分鐘） | 投籃命中率（%） | 三分球命中率（%） | 罰球命中率（%） | 平均籃板 | 平均助攻 | 平均抄截 | 平均阻攻 | 平均得分 |
| ------- | -------- | ---- | ---- | -------------------- | --------------- | ----------------- | --------------- | -------- | -------- | -------- | -------- | -------- |
| 2016–17 | 杜克大學 | 29   | 27   | 33.3                 | .452            | .342              | .849            | 7.3      | 2.1      | 1.3      | 1.1      | 16.8     |

## 職業生涯

### 波士頓塞爾提克 (2017–至今)

#### 2017–18 賽季：新秀賽季
塔圖姆在2017年NBA選秀中，根據先前的費城76人與塞爾提克的選秀籤交易，以第三順位被波士顿塞爾提克選中，成為當屆NBA探花。
在2017年猶他州夏季聯賽的比賽中，塔圖姆全面展示了自己的能力，在近33分鐘的時間裡，場均可以得到18.7分，9.7個籃板，2.3次抄截和2.0次助攻。 後來在拉斯維加斯，塔圖姆在三場比賽中得到了平均17.7分，8.0個籃板，1.0次助攻和0.8次封蓋的近三十場比賽，並取得了相似的成績。 結果，他被評為全夏季聯賽二隊一起布林·福布斯、謝赫·迪亞洛、小韋恩·塞爾登和凱爾·庫茲馬成員。
在他的NBA首秀中，塔圖姆先發大前鋒14分10個籃板獲得雙十但球隊仍以99-102輸給克里夫蘭騎士。
2017年10月24日，塔圖姆在對紐約尼克斯隊的比賽中創下28分的賽季新高之後，被評為東部月度最佳新秀，成為綠衫軍隊史繼「大鳥」拉里·伯德之後，首位能夠在季後賽攻下28分以上的新秀。
塞爾提克以101-98戰勝76人，系列賽大比分3-0領先76人。塔圖姆出場41分鐘，17投11中，得到24分5籃板4助攻1搶斷。據EliasSports統計，加上本場比賽，塔圖姆已經連續5場季後賽得到至少20分，超過拉里·伯德（1979-80賽季，連續4場砍下20+）成為塞爾提克隊史首位在季後賽連續5場得到至少20分的新秀。
據NBA官方統計，塔圖姆（20歲64天）是NBA歷史上首位小於21歲的情況下能夠在季後賽連續5場比賽砍下20+的球員。
塔图姆在2018年5月28東區決賽關鍵第7戰攻下24分，這讓他本季季後賽總得分累積達到351分，高居史上新秀年在季後賽總得分的第2名，僅次於卡里姆·阿卜杜勒-贾巴尔的352分。

#### 2018–19 賽季
在NBA全明星周末，塔圖姆贏得了技能挑戰賽冠軍。

#### 2019–20 賽季：首次入選全明星和NBA最佳陣容
2020年1月30日，塔圖姆入選為2020年NBA全明星賽東部替補陣容。這是職業生涯首次入選NBA全明星賽。

#### 2020–21 賽季
2020年11月22日，塔圖姆與塞爾提克簽下5年1億9500萬美金的延長合約。
2021年2月23日，塔图姆獲入選2021年NBA全明星賽東部全明星替補陣容。這是他第二次入選NBA全明星賽。
2021年5月1日，塔圖姆將面對聖安東尼奧馬刺單場轟下60分史上第二年輕60分，僅次於德文·布克，成為綠衫軍隊史繼「大鳥」拉里·伯德之後，第二位能夠在攻下60分的球員，也帶領塞爾提克克服半場29分、一度32分的落後，延長賽143：140上演不可思議的大逆轉。
2021年5月18日，附加賽首場比賽塔圖姆砍下50分，帶領凱爾特人118-100戰勝華盛頓奇才，鞏固球隊東部七號种子的位置，他的隊友肯巴·沃克得到29分，特里斯坦·湯普森得到10分。 塔圖姆創造了單場附加賽單場得分最多的記錄，成為了在附加賽/季后賽中得分超過50分的球員之一，並在第三節和第四節的部分比賽中單槍匹馬地超過了奇才隊 ，並且在罰球線上是一個完美的17罰17中。
在對陣布魯克林籃網三巨頭凱文·杜蘭特、詹姆斯·哈登和凱里·歐文的首輪系列賽第三場比賽中，塔圖姆以 50% 的命中率（16/30）得到50分，並得到6個籃板，7次助攻和2次抄截。憑藉這一壯舉，塔圖姆創造了多項紀錄，成為NBA季后賽歷史上第一位在上一場比賽得分為個位數後得到50分的球員；他還在季后賽中超過了1000分，成為NBA歷史上23歲或更年輕的季后賽得分第五高的得分手，也是自以赛亚·托马斯以來第一位在 NBA 季后賽中得分超過50分的凱爾特人隊球員，也是季后賽第三年輕的球員。 NBA季后賽歷史上單場比賽就達到了這一目標。就球隊記錄而言，塔圖姆成為凱爾特人隊史上第六位季后賽得分超過50分的人；他也成為NBA歷史上唯一一名常規賽得分超過50分、一場附加賽得分超過50分、季后賽得分超過50分的球員。

#### 2021–22 賽季：入選NBA最佳陣容和首次進入NBA總決賽
2022年2月3日，塔圖姆入選為2022年NBA全明星賽東部替補陣容。這是他第三次入選NBA全明星賽。
在總決賽第1場比賽中，塔圖姆帶領塞爾提克以120-108戰勝金州勇士，送出13次助攻，這是球員在總決賽首秀中最多的助攻。然而塞爾提克在2-1的系列賽領先下，最終在接續3場比賽中全都輸掉失落總冠軍。塔圖姆在單賽季季後賽中以100次失誤創造了NBA歷史記錄。

#### 2022–23 賽季：全明星賽MVP
2023年1月26日，塔圖姆被選為2023年NBA全明星賽的東部先發球員，這是他第四次入選，也是首次作為先發球員入選。2月19日，參加全明星賽的塔圖姆砍下55分、10個籃板和6次助攻，打破了安東尼·戴維斯此前52分的全明星賽紀錄，也獲得了全明星賽最有價值球員。他也成為NBA歷史上第一位在例行賽、季後賽和全明星賽中得分至少50分的球員。
塔圖姆以場均30.1分結束了2022-23 NBA賽季，成為塞爾提克歷史上唯一一個賽季場均至少得到30分的球員。2023年5月15日，季後賽東區次輪第七戰面對費城七六人狂砍51分，率領波士頓塞爾提克以112-88痛宰對手。同時，他們晉級東區決賽，再與熱火相遇，但最後在搶七大戰落敗。

#### 2023–24 賽季：NBA最佳戰績和首座NBA總冠軍
2023年11月4日，塔圖姆在以124-114擊敗布魯克林籃網的比賽中拿下32分和11個籃板，並以25歲零246天的年齡成為塞爾提克歷史上生涯得分達到10,000分最年輕的球員。2024年1月25日，塔圖姆入選2024年NBA全明星賽的東部先發球員，這是他連續第五次入選，也是他連續第二次入選先發。
2024年2月13日，塔圖姆拿下41分，其中上半場拿下31分，追平了他職業生涯上半場得分新高，並貢獻14個籃板、5次助攻和5個三分球，幫助球隊以118-110 擊敗對手。他還與拉里·伯德一起成為塞爾提克歷史上唯一一位至少在25場比賽中得到40分的球員。3月9日，塔圖姆和布朗聯手拿下56分，球隊以117-107擊敗鳳凰城太陽；塔圖姆成為繼保羅·皮爾斯和隊友布朗之後塞爾提克第三位創下1000個三分球紀錄的人。塞爾提克自2007-08 賽季以來首次以NBA頭號種子和整個季後賽的主場優勢結束了例行賽。
4月21日，塞爾提克隊在季後賽首輪系列賽以114-94戰勝邁阿密熱火的第一場比賽中，塔圖姆拿下23分、10個籃板和10次助攻，拿下生涯首個季後賽大三元。5月21日，在東部決賽第一場對印第安納溜馬的比賽中，塔圖姆拿下36分，其中延長賽得到10分，外加12個籃板、4次助攻和3次抄截，球隊以133-128獲勝。四天後，在第三場比賽中，他再次得到36分，以114-111逆轉獲勝。塞爾提克在四場比賽橫掃溜馬贏得了系列賽，並晉級2024年NBA總決賽。塔圖姆成為繼提姆·鄧肯、傑森·基德、勒布朗·詹姆斯、尼古拉·約基奇和盧卡·東契奇之後，NBA史上第六位在得分、籃板和助攻上帶領球隊進入NBA總決賽的球員。在2024年NBA總決賽第二場對達拉斯獨行俠的比賽中，塔圖姆拿下18分、9個籃板和12次助攻，以105-98獲勝，取得近乎大三元的數據。在第三場比賽中，塔圖姆拿下31分、6個籃板和5次助攻，幫助球隊以106-99獲勝。他和布朗成為塞爾提克隊史中第一對在總決賽中每場比賽得分都達到至少30/5/5的組合。在此過程中，他們也超越了拉里·伯德和凱文·麥克海爾，成為塞爾提克隊史季後賽歷史上單場得分最多25分的組合。6月17日塞爾提克以4-1贏下總冠軍系列賽，獲得2024年NBA總冠軍，並睽違16年奪得隊史第十八座冠軍。

#### 2024–25 賽季
2024年7月1日，塔圖姆與賽爾提克隊簽下5年3億1400萬美金的延長合約。
2025年5月12日，賽爾提克隊於季後賽次輪第四戰以121-113敗於紐約尼克的比賽中，塔圖姆砍下42分、8籃板、4助攻及4抄截，卻因傷提前退場，賽後確診為右腿跟腱撕裂，賽季報銷。

## 國家隊生涯
塔圖姆參加了2014年FIBA U17世界青年籃球錦標賽和2015年FIBA U19世界青年籃球錦標賽，並入選歐洲籃球錦標賽官方網站U19世界錦標賽第二隊。
2016年塔圖姆代表美國隊參加耐克籃球峰會，塔圖姆出場16分鐘57秒，得到14分、4籃板、2助攻、2抄截、1火鍋。
2020年東京夏季奧運會由於COVID-19疫情的影響延期到2021年，塔圖姆於2021年6月被選為美國男籃的12人名單之一。美國隊最終贏得了金牌，在六場比賽中塔圖姆平均得到15.2分、3.3籃板、1.2助攻、0.5抄截和1.2火鍋，投籃命中率為49.3%，得分為球隊第二高，僅次於凱文·杜蘭特。
塔圖姆也入選2024年奧運代表隊。美國隊在與法國隊的決賽中贏得金牌。

## NBA生涯數據

### 例行賽
| 賽季     | 球隊           | 出賽 | 先發 | 平均上場時間（分鐘） | 投籃命中率（%） | 三分球命中率（%） | 罰球命中率（%） | 平均籃板 | 平均助攻 | 平均抄截 | 平均阻攻 | 平均得分 |
| -------- | -------------- | ---- | ---- | -------------------- | --------------- | ----------------- | --------------- | -------- | -------- | -------- | -------- | -------- |
| 2017–18  | 波士頓塞爾提克 | 80   | 80   | 30.5                 | .475            | .434              | .826            | 5.0      | 1.6      | 1.0      | 0.7      | 13.9     |
| 2018–19  | 波士頓塞爾提克 | 79   | 79   | 31.1                 | .450            | .373              | .855            | 6.0      | 2.1      | 1.1      | 0.7      | 15.7     |
| 2019–20  | 波士頓塞爾提克 | 66   | 66   | 34.3                 | .450            | .403              | .812            | 7.0      | 3.0      | 1.4      | 0.9      | 23.4     |
| 2020–21  | 波士頓塞爾提克 | 64   | 64   | 35.8                 | .459            | .386              | .868            | 7.4      | 4.3      | 1.2      | 0.5      | 26.4     |
| 2021–22  | 波士頓塞爾提克 | 76   | 76   | 35.9                 | .453            | .353              | .853            | 8.0      | 4.4      | 1.0      | 0.6      | 26.9     |
| 2022–23  | 波士頓塞爾提克 | 74   | 74   | 36.9                 | .466            | .350              | .854            | 8.8      | 4.6      | 1.1      | 0.7      | 30.1     |
| 2023–24† | 波士頓塞爾提克 | 74   | 74   | 35.7                 | .471            | .376              | .833            | 8.1      | 4.9      | 1.0      | 0.6      | 26.9     |
| 2024–25  | 波士頓塞爾提克 | 72   | 72   | 36.4                 | .452            | .343              | .814            | 8.7      | 6.0      | 1.1      | 0.5      | 26.8     |
| 職業生涯 | 職業生涯       | 585  | 585  | 34.5                 | .459            | .370              | .840            | 7.4      | 3.8      | 1.1      | 0.7      | 23.6     |
| 明星賽   | 明星賽         | 7    | 6    | 18.3                 | .618            | .408              | .500            | 3.9      | 4.0      | 1.4      | 0.4      | 18.7     |

### 附加賽
| 賽季     | 球隊           | 出賽 | 先發 | 平均上場時間（分鐘） | 投籃命中率（%） | 三分球命中率（%） | 罰球命中率（%） | 平均籃板 | 平均助攻 | 平均抄截 | 平均阻攻 | 平均得分 |
| -------- | -------------- | ---- | ---- | -------------------- | --------------- | ----------------- | --------------- | -------- | -------- | -------- | -------- | -------- |
| 2020–21  | 波士頓塞爾提克 | 1    | 1    | 40.6                 | .438            | .417              | 1.000           | 8.0      | 4.0      | 1.0      | 2.0      | 50.0     |
| 職業生涯 | 職業生涯       | 1    | 1    | 40.6                 | .438            | .417              | 1.000           | 8.0      | 4.0      | 1.0      | 2.0      | 50.0     |

### 季後賽
| 賽季     | 球隊           | 出賽 | 先發 | 平均上場時間（分鐘） | 投籃命中率（%） | 三分球命中率（%） | 罰球命中率（%） | 平均籃板 | 平均助攻 | 平均抄截 | 平均阻攻 | 平均得分 |
| -------- | -------------- | ---- | ---- | -------------------- | --------------- | ----------------- | --------------- | -------- | -------- | -------- | -------- | -------- |
| 2018     | 波士頓塞爾提克 | 19   | 19   | 35.9                 | .471            | .324              | .845            | 4.4      | 2.7      | 1.2      | 0.5      | 18.5     |
| 2019     | 波士頓塞爾提克 | 9    | 9    | 32.8                 | .438            | .323              | .744            | 6.7      | 1.9      | 1.1      | 0.8      | 15.2     |
| 2020     | 波士頓塞爾提克 | 17   | 17   | 40.6                 | .434            | .373              | .813            | 10.0     | 5.0      | 1.0      | 1.2      | 25.7     |
| 2021     | 波士頓塞爾提克 | 5    | 5    | 37.0                 | .423            | .389              | .918            | 5.8      | 4.6      | 1.2      | 1.6      | 30.6     |
| 2022     | 波士頓塞爾提克 | 24   | 24   | 41.0                 | .426            | .393              | .800            | 6.7      | 6.2      | 1.2      | 0.9      | 25.6     |
| 2023     | 波士頓塞爾提克 | 20   | 20   | 40.0                 | .458            | .323              | .876            | 10.5     | 5.3      | 1.1      | 1.1      | 27.2     |
| 2024†    | 波士頓塞爾提克 | 19   | 19   | 40.4                 | .427            | .283              | .861            | 9.7      | 6.3      | 1.1      | 0.7      | 25.0     |
| 2025     | 波士頓塞爾提克 | 8    | 8    | 40.3                 | .423            | .372              | .889            | 11.5     | 5.4      | 2.1      | 0.8      | 28.1     |
| 職業生涯 | 職業生涯       | 121  | 121  | 39.0                 | .439            | .348              | .841            | 8.2      | 4.9      | 1.2      | 0.9      | 24.3     |

## 瑣事
傑森·塔圖姆是賈斯汀·塔圖姆和布蘭迪·科爾的兒子。賈斯汀·塔圖姆在聖路易斯大學打籃球，是聖路易斯基督教兄弟學院（CBC）高中的健身教師和籃球教練，他於1997年畢業。他曾在Soldan國際研究高中擔任教練和體育總監六年。傑森出生時，他的父母都是19歲的大學生。他的母親布蘭迪畢業於圣路易斯大学法學院。傑森有一個兄弟Jaycob和一個妹妹Kayden。傑森是退役NBA球員拉里·休斯的教子，拉里是傑森父親賈斯汀的高中和大學隊友。而賈斯汀也是洛杉矶快船主教練泰隆·魯的表親。在遊戲2K19中能力值是87分。

## 外部連結
- 傑森·塔圖姆在fiba.basketball（英语）
- 傑森·塔圖姆在archive.fiba.com（存檔）（英语）
- 傑森·塔圖姆在NBA官網（英语）
- 傑森·塔圖姆在Basketball-Reference.com（NBA）（英语）
- 傑森·塔圖姆在Basketball-Reference.com（國際）（英语）
- 傑森·塔圖姆在Sports-Reference.com（NCAA）（英语）
- 傑森·塔圖姆在ESPN（NBA）（英语）
- 傑森·塔圖姆在Eurobasket.com（球員）（英语）
- 傑森·塔圖姆在Proballers（英语）
- 傑森·塔圖姆在RealGM（球員）（英语）
- 傑森·塔圖姆在Olympics.com（英语）
- 傑森·塔圖姆在Olympedia（英语）
- 傑森·塔圖姆在Team USA (archived)（英语）